# أدريانا كابريرا
أدريانا كابريرا مواليد 23 نوفمبر 1992، هي لاعبة كرة يد بورتوريكية تلعب كظهير أيمن. مثلت منتخب بورتوريكو لكرة اليد للسيدات.

## سجل المنافسة
شاركت في البطولات التالية:
- بطولة العالم لكرة اليد للسيدات 2015